# Kajplats 6

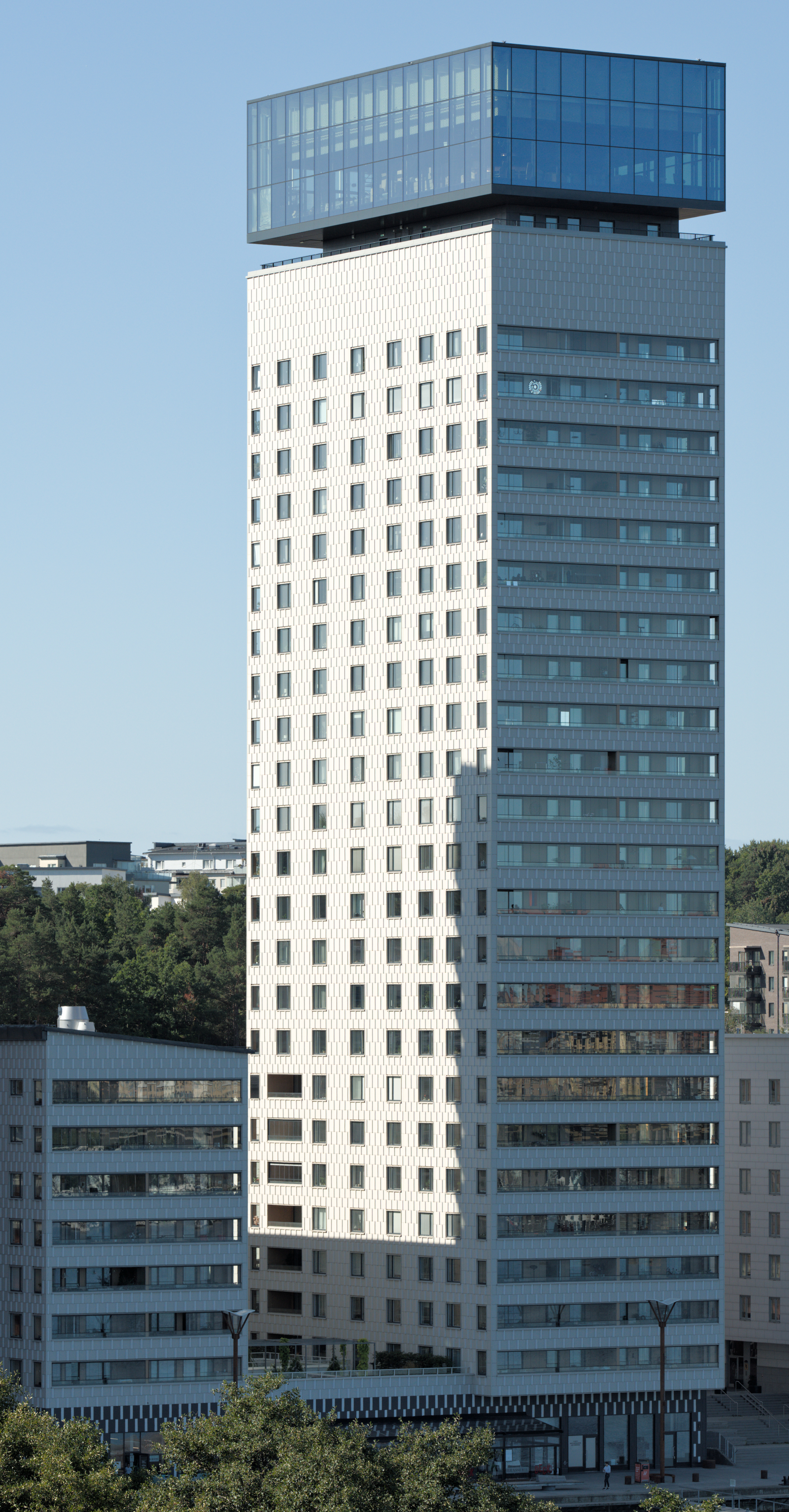
Kajplats 6, höghusdel i september 2023.

Kajplats 6 (äldre beteckning Kajen 6) kallas ett bostadshus i kvarteret Lagringen på Sjöviksvägen 79–81 vid Årstadalshamnen i stadsdelen Liljeholmen, södra Stockholm. Här uppfördes mellan 2017 och 2020 ett höghus med tillhörande låghus. Byggnaden ritades av Alessandro Ripellino Arkitekter på uppdrag av totalentreprenören JM. Kajplats 6 är ett av fyra bostadshöghus och en del av projektet Liljeholmskajen.

## Bakgrund
Sedan år 2000 växer ett sjönära bostadsområde upp kallat Liljeholmskajen, belägen intill Årstavikens södra strand i Årstadal. Kajplats 6 hör tillsammans med grannhusen Kajen 5 (färdigt 2018) och Kajen 4 (färdigt 2014) samt K7 (planerat färdigställandetid 2022) till de högsta byggnaderna inom området med en höjd av 90 meter över stadens nollplan. Kajplats 6 är med en glasad restaurang högst upp det högsta av de fyra höghusen. Närmast Årstabron uppfördes även Brohuset (färdigt 2018). 

## Byggnad och arkitektur
Detaljplanen för Kajplats 6 (fastighet Lagringen 2) vann laga kraft i februari 2014 och första spadtaget skedde i september 2017. Kajplats 6 består av en lågdel och en högdel som tillsammans omsluter en innergård vilken öppnar sig mot norr och Årstaviken. Lågdelen har en högsta höjd av 30 meter över stadens nollplan och högdelen inklusive takrestaurangen har 90 meter, det motsvarar sju våningar respektive 26 våningar (där takrestaurangen utgör två våningar). 
Fasaderna är klädda av keramiska plattor i olika kulörer och glans. Genom en utanpåliggande stav i högblank vit kulör får man en relief, som ger skuggeffekter. Takrestaurangens stomme består av en stålkonstruktion och är genom en indragning separerat från byggnaden under. Restaurangen har plats för 100 sittande gäster. Den fick glasfasader från golv till tak och har formen av ett rätblock, dvs en rätvinklig parallellepiped, i glas. Arkitektens ambition var att rätblocket skall liksom en lysande lanterna sväva över staden under kvällstid.
I höghusdelen sörjer ett centralt beläget trapphus och fyra hissar för den vertikala kommunikationen. Sammanlagd rymmer de båda husdelarna 199 lägenheter, fördelade på 1-5 rum och kök med ytor mellan 35 m² och 115 m². Nästan alla har balkong eller uteplats. Boendeform är bostadsrätt. Byggnaden ritades av Alessandro Ripellino Arkitekter med Alessandro Ripellino som huvudansvarig. För konstruktionerna stod Integra Engineering och för markgestaltningen Land Arkitektur.

### Årets Stockholmsbyggnad 2022
Kajplats 6 utsågs den 7 juni 2022 till Årets Stockholmsbyggnad 2022. Juryns kommentar löd:
| ” | Kajplats 6 är sist ut i en rad av fyra nybyggda höga hus längs vattenlinjen vid Liljeholmskajen. Det stora landskapsrummet vid Årstaviken ger utrymme att bygga på höjden och byggnaden har just genom sin höjd slanka och fina proportioner. Glasvolymen längst upp är en markör i form av en restaurang som skiljer ut detta hus från de andra i raden. Glädjande att allmänheten ges möjlighet besöka denna och blicka in över staden. | „ |

## Bilder

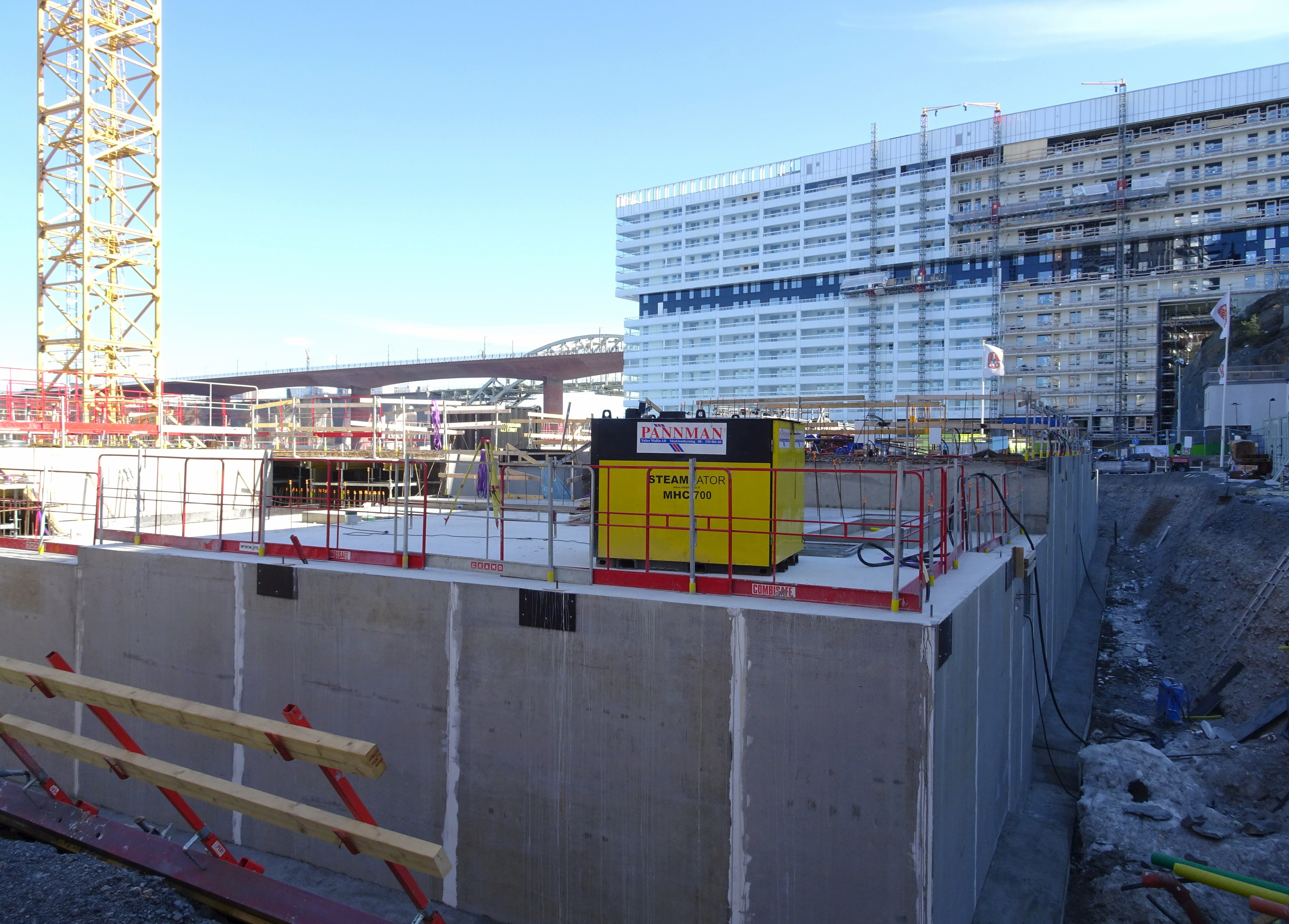
Grundläggningsarbeten, i mars 2018. I bakgrunden syns Brohuset.
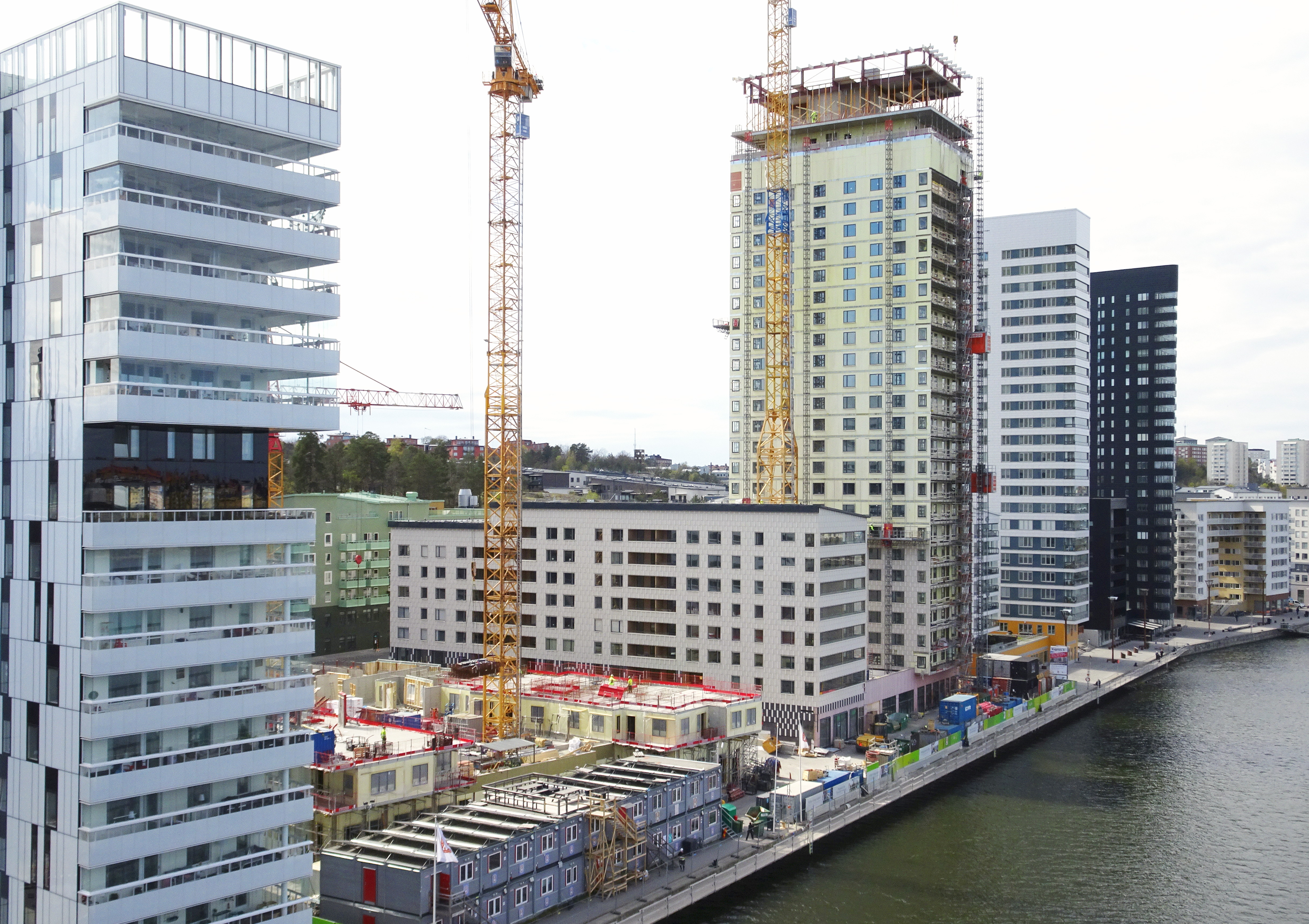
Vy från Årstabron. Byggplatsen i april 2020. Längst till vänster syns Brohuset.
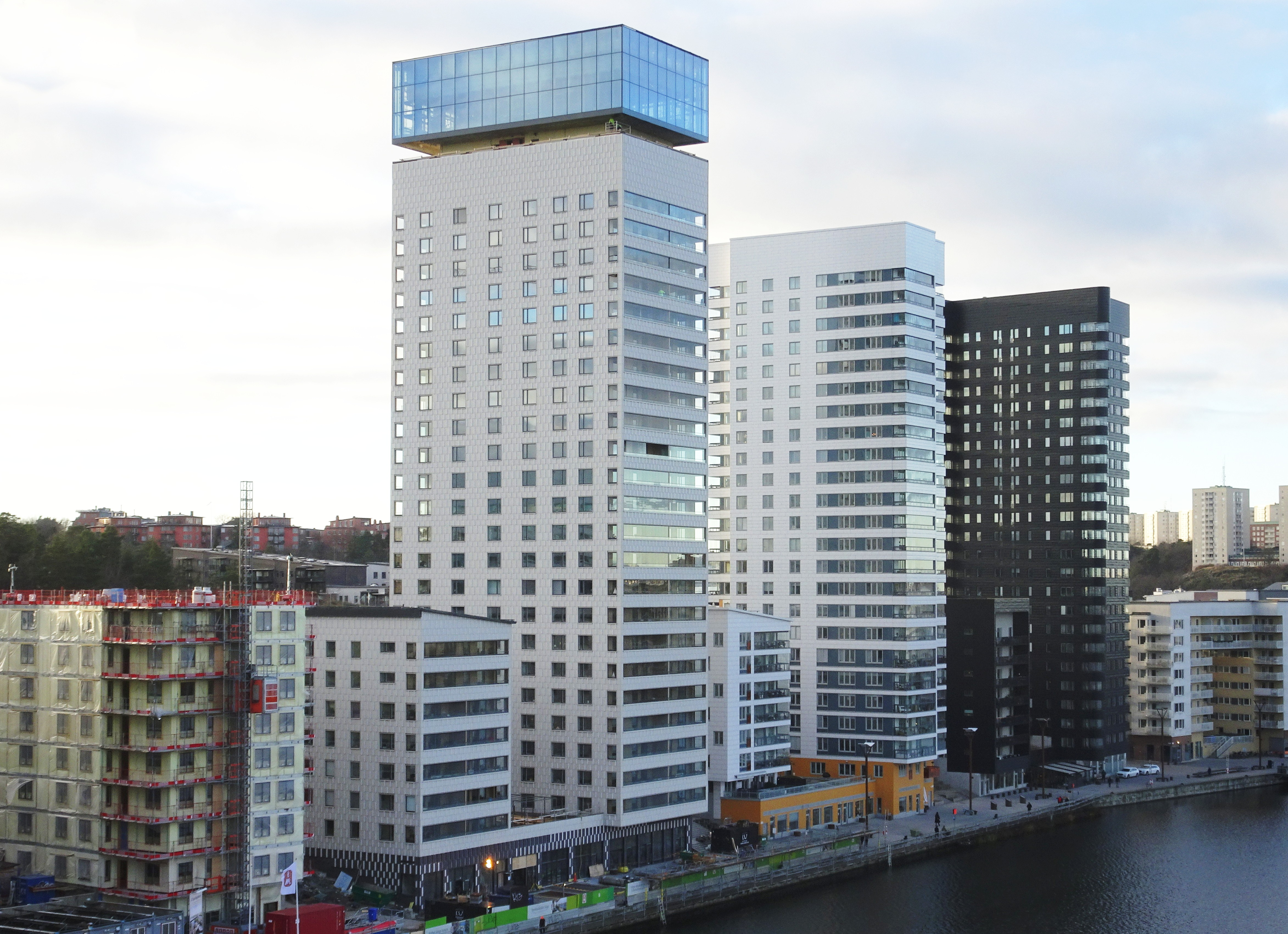
Från vänster: K7 (under uppförande), Kajplats 6, Kajen 5 och Kajen 4, november 2020.
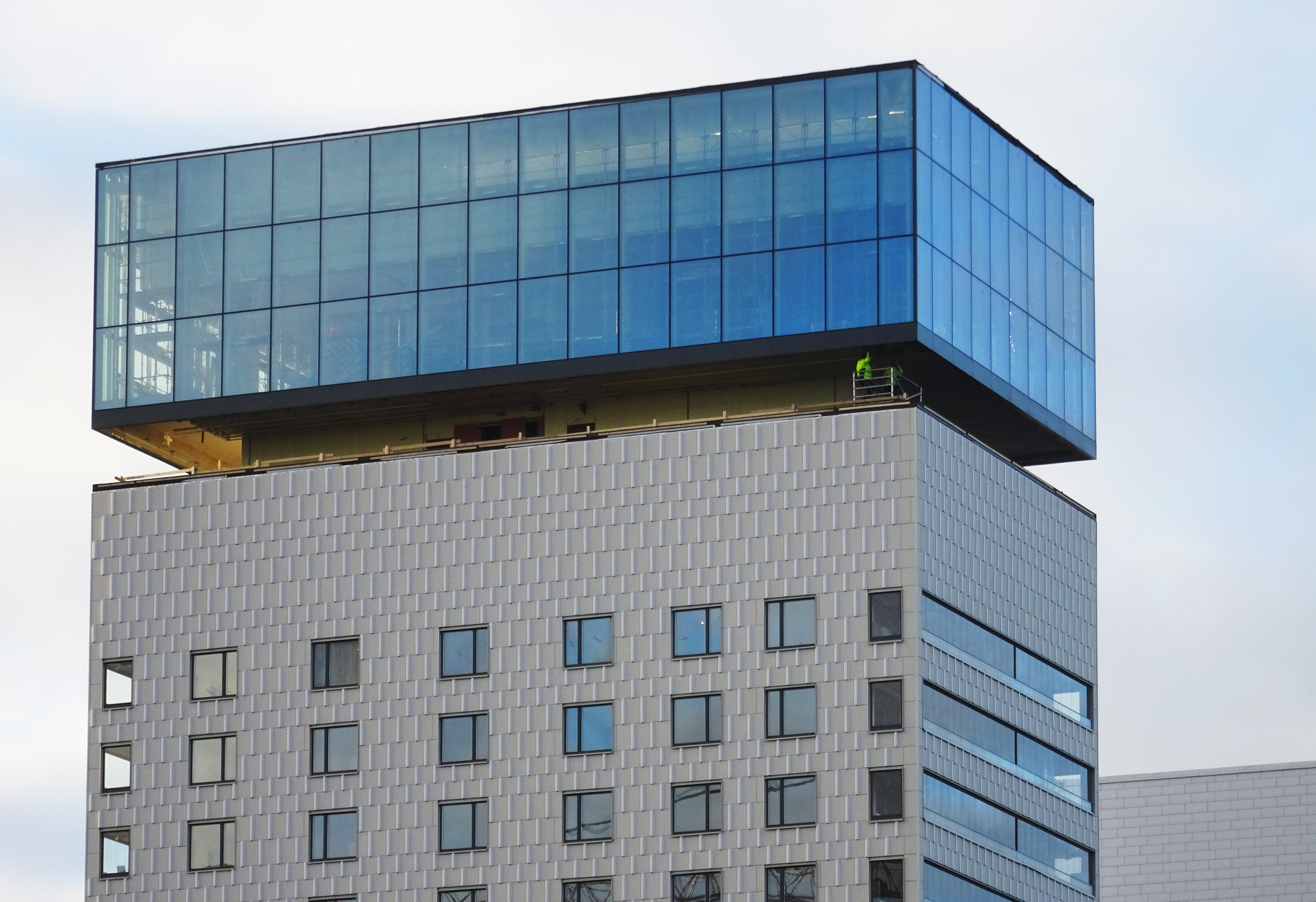
Takrestaurangen i november 2020.

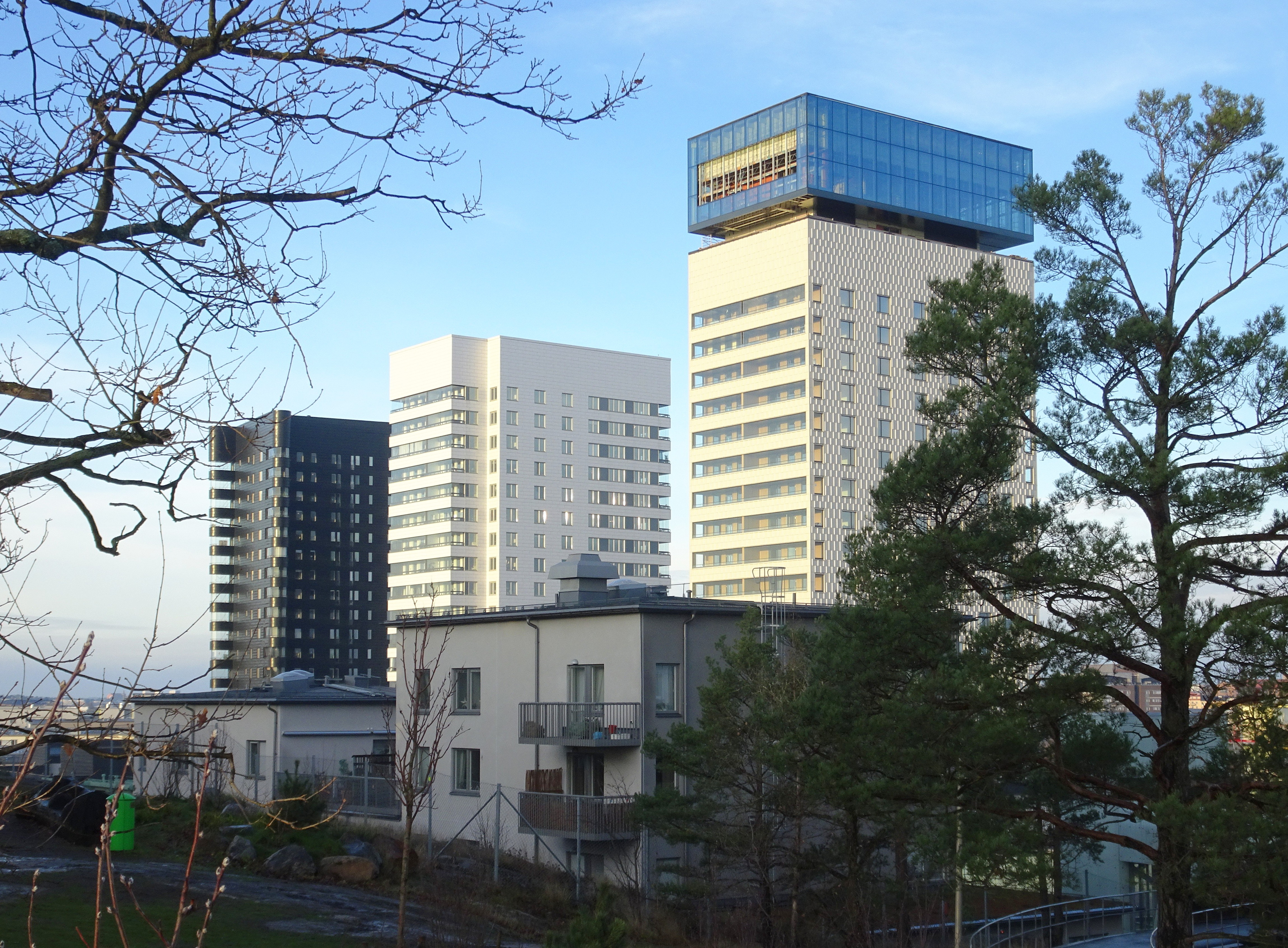
Vy från Årstabergsparken. Från vänster: Kajen 4, Kajen 5 och Kajplats 6.
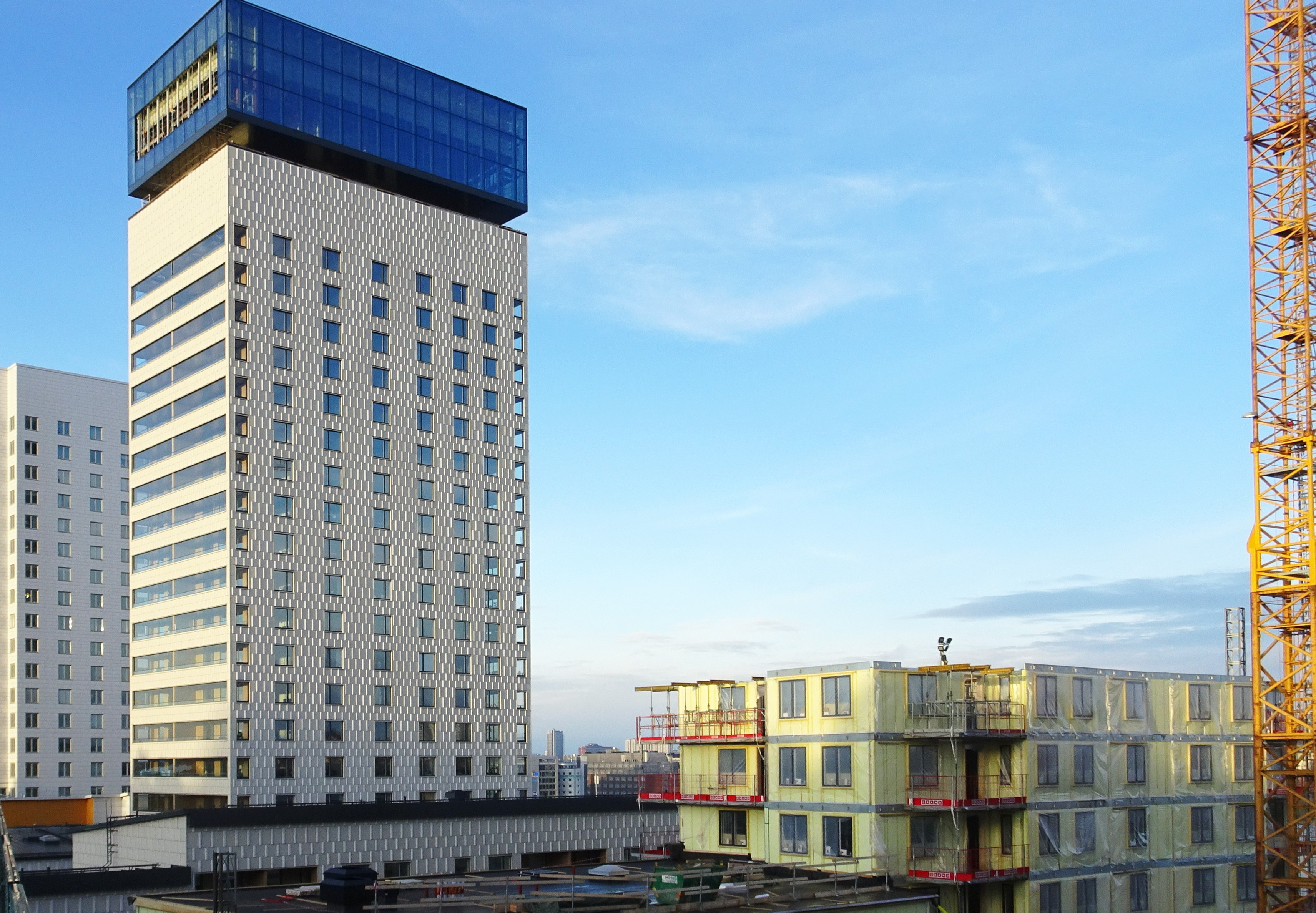
Höghusdelen i december 2020. Till höger syns K7 under uppförande.
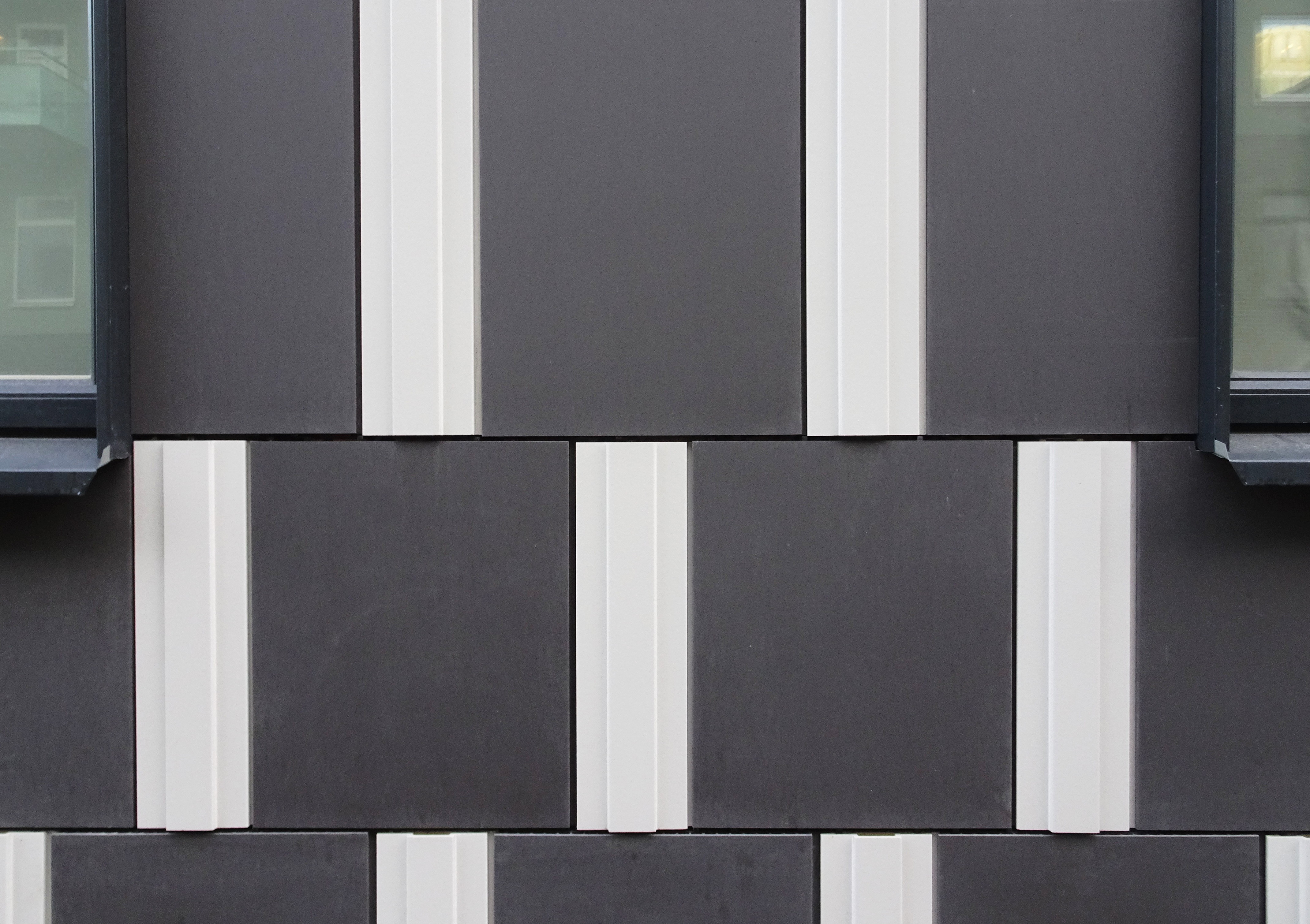
Fasaddetalj i höjd med bottenvåningen mot Sjöviksvägen.
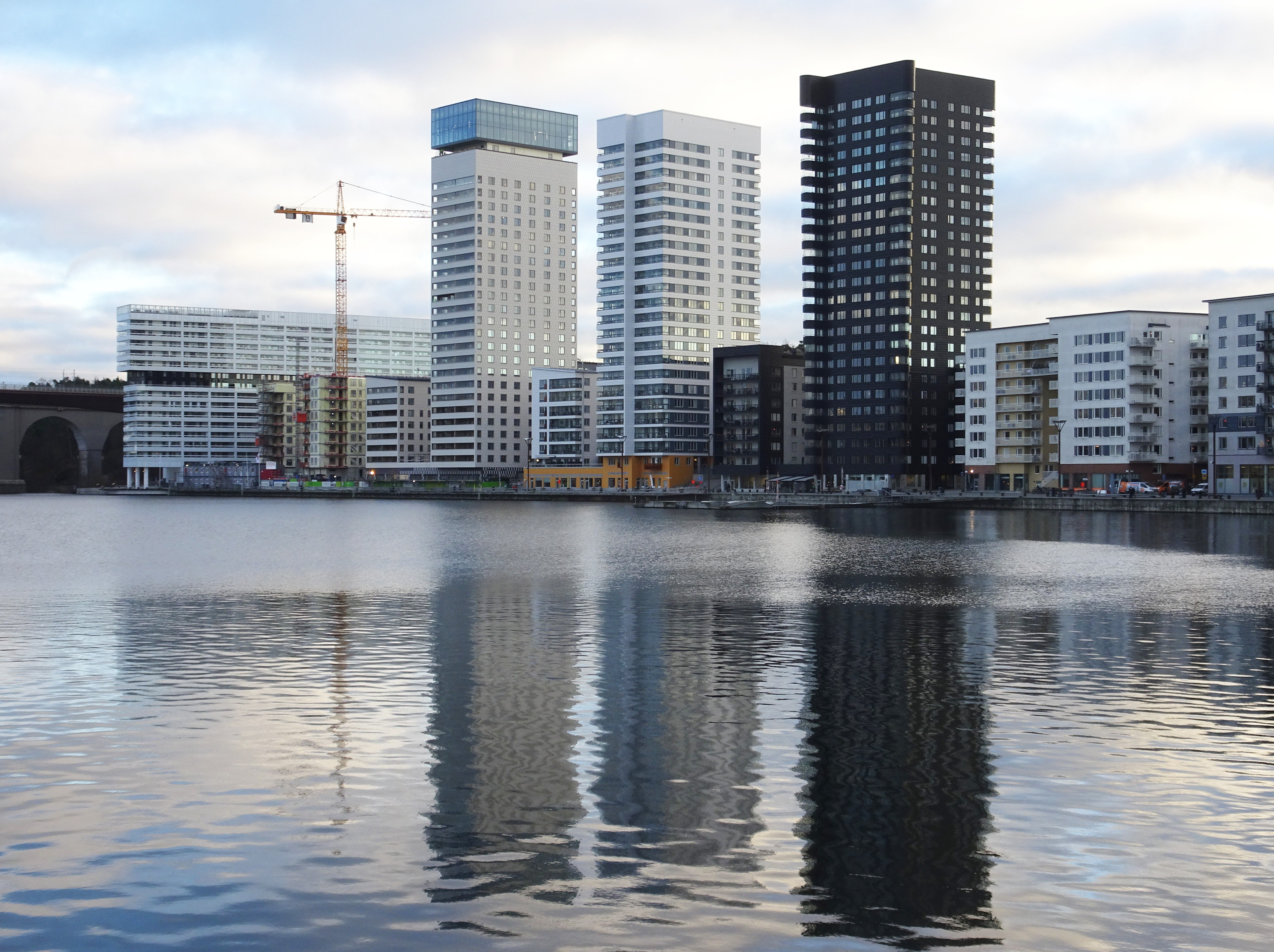
Vy över Årstaviken. Från vänster: Brohuset, K7 (under uppförande), Kajplats 6, Kajen 5 och Kajen 4.